# Haja Coração
Haja Coração é uma telenovela brasileira produzida e exibida pela TV Globo de 31 de maio a 8 de novembro de 2016, em 138 capítulos. Substituiu Totalmente Demais e foi substituída por Rock Story, sendo a 88ª "novela das sete"  transmitida pela emissora.
A trama é um reboot – uma versão com outro encaminhamento da história – da telenovela Sassaricando, criada e escrita originalmente por Silvio de Abreu e exibida em 1987. Adaptada por Daniel Ortiz, com colaboração de Patrícia Moretzsohn, Flávia Bessone, Isabel Muniz e Nilton Braga. A direção foi de Bia Coelho, Luciano Sabino, Allan Fiterman e Alexandre Klemperer, direção geral de Teresa Lampreia e direção artística de Fred Mayrink.
Contou com as participações de Mariana Ximenes, Malvino Salvador, João Baldasserini, Tatá Werneck, Alexandre Borges, Marisa Orth, Agatha Moreira e Jayme Matarazzo.

## Enredo
A sensual feirante Tancinha é simples e de bom coração, mas atrapalhada e que fala errado, uma vez que foi criada junto com a avó italiana que pouco falava português. Ela vive um romance vai-e-volta com o caminhoneiro Apolo, cheio de brigas e reconciliações, uma vez que os dois tem personalidades fortes, mas fica balançada quando conhece Beto, um publicitário charmoso que lhe mostra um mundo de opções fora da feira. A moça é filha da batalhadora Francesca, que a criou sozinha com seus outros três filhos: Shirlei é gentil e apaixonada por Adônis, embora acabe se encantando pelo seu patrão Felipe, para desespero da namorada dele, Jéssica, que faz tudo para afasta-los; a venenosa Carmela sempre plantou intrigas entre os irmãos por se sentir a menos amada e  seduz Adônis; já Giovanni batalha para ajudar a mãe e estuda para dar uma vida melhor para a família.
Tancinha nunca aceitou o desaparecimento do pai, Guido, e desconfia que o empresário Aparício esteja envolvido após encontrar cartas entre os dois, contando com a ajuda da mãe para descobrir a verdade. Aparício era um pobretão que abandonou seu grande amor de juventude, Rebeca, para dar o golpe do baú na milionária Teodora Abdala, uma megera que o trata aos gritos de forma autoritária e castradora. Enquanto isso Rebeca mudou-se para a Europa e se tornou uma brilhante arquiteta, mas que voltou ao Brasil falida ao descobrir que seu falecido marido torrou todos seus bens, se unindo a outras duas amigas – Penélope, uma ex-ricaça que se separou sem levar nada, e Leonora, uma ex-Big Brother Brasil sem nenhum talento – para darem a volta por cima. Ela arruma um emprego como estilista na tecelagem dos Abdala e reencontra Aparício, que finge ser um faxineiro para se reaproximar sem que ela saiba o motivo do abandono no passado.
A vida dos Rigoni Di Marino e dos Abdala se cruzam também quando a arrogante Camila, sobrinha de Teodora, se torna responsável pela prisão injusta de Giovanni, que consegue ser liberado e jura se vingar dela. No entanto a moça perde a memória e se apaixona pelo rapaz, que acaba descobrindo que a ama também, apesar de tentar explicar tudo que ela o fez sofrer, provocando a ira de sua atual namorada, Bruna, advogada do Grand Bazzar, que faz de tudo para separá-los, contando com a participação de Enéas em alguns de seus planos. Ainda há a filha de Teodora, Fedora, fútil e mimada como a mãe, que se casa com o misterioso Leonardo, sem imaginar que ele planeja dar um golpe para ficar com todo o dinheiro – mas que se apaixona verdadeiramente por ela em dado momento da história, atrapalhando os planos de seu mentor Gigi, irmão de Aparício, marido de Lucrécia e pai de Camila, que mora de favor na mansão dos Abadala e sonha em ficar com o dinheiro do irmão. Já a bela e rebelde Tamara é irmã de Beto e acaba também se relacionamento com Apolo, mas sofre com seu transtorno de boderline.

## Elenco
| Intérprete            | Personagem                                              |
| --------------------- | ------------------------------------------------------- |
| Mariana Ximenes       | Constância Rigoni Di Marino (Tancinha)                  |
| Malvino Salvador      | Apolo dos Santos                                        |
| João Baldasserini     | Roberto Velasquez (Beto)                                |
| Tatá Werneck          | Fedora Abdala Varella (Fefê)                            |
| Jayme Matarazzo       | Giovanni Rigoni Di Marino                               |
| Agatha Moreira        | Camila Abdala Varella                                   |
| Fernanda Vasconcellos | Bruna Ferraz Vidal                                      |
| Cleo                  | Tamara Velasquez                                        |
| Sabrina Petraglia     | Shirlei Rigoni Di Marino                                |
| Marcos Pitombo        | Felipe Miranda Maggione                                 |
| Gabriel Godoy         | Leonardo Raposo (Leozinho / Raposão) / Leonardo Al-Masi |
| Alexandre Borges      | Aparício Varella                                        |
| Malu Mader            | Rebeca Rocha de La Fuente                               |
| Marisa Orth           | Francesca Rigoni Di Marino                              |
| Chandelly Braz        | Carmela Rigoni Di Marino                                |
| Karen Junqueira       | Jéssica Albuquerque Brandão                             |
| José Loreto           | Adônis dos Santos                                       |
| Carolina Ferraz       | Penélope Velasquez                                      |
| Ellen Rocche          | Maria Leonora Piedade (Leonora Lammar)                  |
| Grace Gianoukas       | Teodora Abdala Varella                                  |
| Cláudia Jimenez       | Lucrécia Abdala Varella                                 |
| Marcelo Médici        | Agilson Varella (Gigi)                                  |
| Cristina Pereira      | Safira Abdala                                           |
| Nando Rodrigues       | Henrique Braga                                          |
| Ana Carbatti          | Nair dos Santos                                         |
| Bruna Griphao         | Carolina Talarico (Carol)                               |
| Cadu Libonati         | Murilo                                                  |
| Renata Augusto        | Dinalda Aparecida                                       |
| Duda Mamberti         | Ariovaldo Constantino Prado                             |
| Paulo Tiefenthaler    | Rodrigo Furtado                                         |
| Marcella Valente      | Larissa dos Santos                                      |
| Conrado Caputto       | Renan Cursino Aguiar                                    |
| Johnnas Oliva         | Enéas Carvalho                                          |
| Bel Wilker            | Adriana Caldeira                                        |
| Isadora Cruz          | Cristina Miranda Maggione (Cris)                        |
| Julia Faria           | Estela Salgado (Estelinha)                              |
| Hilda Rebello         | Marieta                                                 |
| Eunice Bráulio        | Gracita                                                 |
| Nina Frosi            | Marina                                                  |
| Henry Fiuka           | Nicolas Talarico                                        |
| Melissa Nóbrega       | Beatriz Talarico (Bia)                                  |
| Igor Pushinov         | Dinamite                                                |
| Sabrina Souza         | Rose                                                    |

### Participações especiais
| Intérprete             | Personagem                       |
| ---------------------- | -------------------------------- |
| Werner Schünemann      | Guido Di Marino / Mário Maggione |
| Betty Gofman           | Vitória Miranda Maggione         |
| Mario Hermeto          | Afonso Talarico                  |
| Guilherme Chelucci     | Tarzan / Epaminondas             |
| Othon Bastos           | Pedro Bertolucci                 |
| Paolla Oliveira        | Manifestante                     |
| Adriana Prado          | Isabel                           |
| Monique Curi           | Dulce Sampaio                    |
| Amélia Bittencourt     | Nazira Abdala                    |
| Cláudio Galvan         | Genésio                          |
| Tiago Homci            | Eduardo (Edu)                    |
| Larissa Resende        | Flávia                           |
| Gillray Coutinho       | Tonho                            |
| Jerônimo Martins       | Giba                             |
| Beatriz Lyra           | Enfermeira Dionice               |
| Emiliano Queiroz       | Seu Zé                           |
| Jandir Ferrari         | Marquinhos                       |
| Luciano Chirolli       | Olavo Velazquez                  |
| Cris Bonna             | Mãe de Estelinha Salgado         |
| Tammy Di Calafiori     | Nicole                           |
| Norival Rizzo          | Dr. Alexsander Andrade           |
| Marcos Breda           | Dr. Clécius                      |
| Esther Jablonski       | Drª. Yara                        |
| Sônia Lima             | Angelina                         |
| Cláudio Torres Gonzaga | Apresentador de talk-show        |
| Dja Marthins           | Dona Laura                       |
| Andy Gercker           | Ferdinando                       |
| Maria Mônica Passos    | Dona Judite                      |
| Breno Nina             | Nestor                           |
| Alexandre Dacosta      | Psiquiatra de Fedora             |
| Flávio Pardal          | Padre Cláudio                    |
| Daniel Andrade         | Cliente da Peripécia             |
| Cláudio Andrade        | Stripper                         |
| Fernando Roncato       | Guido (jovem)                    |
| Yasmin Pereira         | Tancinha (criança)               |
| Luiz Felipe Mello      | Apolo (criança)                  |
| Edu Pinheiro           | Adônis (criança)                 |
| Cláudia Raia           | Ela mesma                        |
| Pedro Bial             | Ele mesmo                        |
| Ana Paula Renault      | Ela mesma                        |
| Munik Nunes            | Ela mesma                        |
| Daniel Manzieri        | Ele mesmo                        |
| Thiago Lacerda         | Ele mesmo                        |
| Vanessa Lóes           | Ela mesma                        |
| Jorge Fernando         | Ele mesmo                        |
| Priscila Fantin        | Ela mesma                        |
| Marianna Armellini     | Ela mesma                        |
| Rômulo Neto            | Ele mesmo                        |
| Jack Berraquero        | Mendigo                          |
| Ernesto Xavier         | Médico                           |

## Antecedentes

Marcos Frota, Cláudia Raia e Alexandre Frota como Beto, Tancinha e Apolo em Sassaricando.

Em 9 de novembro de 1987 estreou a telenovela Sassaricando, escrita por Sílvio de Abreu, que serviu de base para Haja Coração. O projeto foi dirigido por Cecil Thiré, Lucas Bueno e Miguel Falabella, além de ter a direção geral de Atílio Riccó e direção de núcleo de Daniel Filho. O título foi inspirado na marchinha de Carnaval de autoria de Luís Antônio, Zé Mário e Oldemar Magalhães e gravada em 1952 por Virgínia Lane. A história foi inspirada no filme Como Agarrar um Milionário, de 1953, colocando o milionário Aparício para ser disputado por um trio de amigas falidas que buscavam um homem para salvar suas vidas, formado pelas atrizes Tônia Carrero, Irene Ravache e Eva Wilma – intérpretes de Rebeca, Leonora e Penélope, respectivamente.
O protagonista da trama era Aparício Varella, em quem a trama se centralizava, sendo o último papel fixo em novelas de Paulo Autran, que revelou logo após que se dedicaria apenas ao teatro e ao cinema, aceitando apenas participações especiais, mas não mais uma telenovela completa. Durante a trama o triângulo amoroso protagonizado por Cláudia Raia, Alexandre Frota e Marcos Frota ganhou destaque e a personagem feminina passou a ser conhecida como "A divididinha", referência a seu bordão "me tô divididinha", usado por ela para expressar a dificuldade de escolher entre os dois pretendentes. A personagem Penélope foi inspirada no seriado As Confissões de Penélope, exibido em 1969 na Rede Tupi, que também era interpretada por Eva Wilma. Já Fedora, personagem de Cristina Pereira foi inspirada na protagonista do filme alemão de mesmo título, de 1978.

## Produção

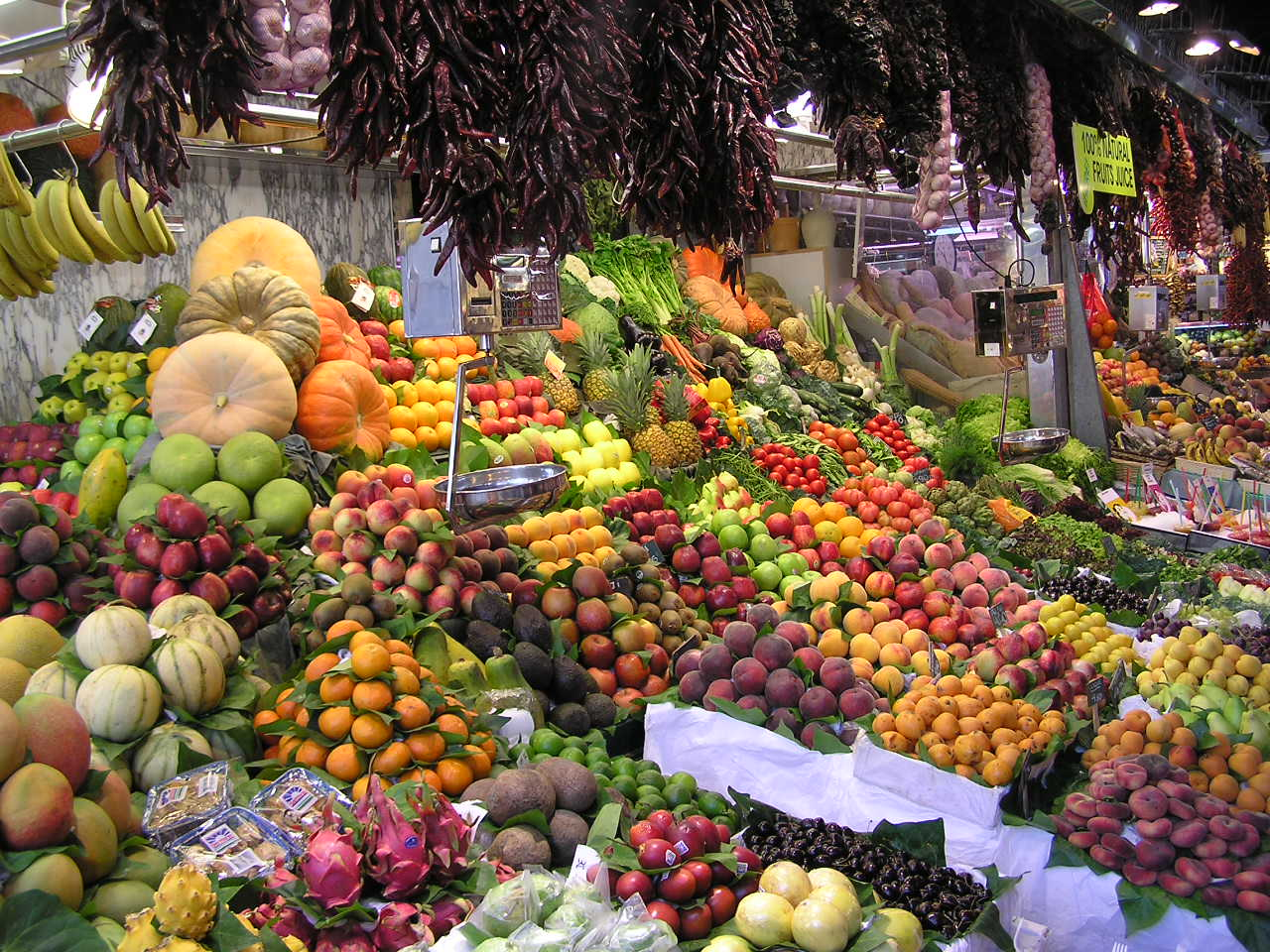
A novela teve cenas gravadas em feiras de hortifrúti de São Paulo.

Em 24 de junho de 2015 foi anunciado que a TV Globo realizaria uma nova versão de Sassaricando, porém sem anunciar o autor do projeto, inspirando-se pela boa repercussão dos remakes de Ti Ti Ti (2010) e Gabriela (2012). Em 4 de julho foi revelado que Daniel Ortiz assinaria a novela, tendo iniciado o roteiro logo após o fim de Alto Astral. Logo após foi anunciado que a produção não seria um remake seguido a risca a original, mas sim um reboot, ou seja, uma nova versão com outro encaminhamento para os personagens. Além disso, a história da irmandade secreta "Ela", comandada por um criminoso libanês, e o fato de Giovanni – originalmente Guel – e Camila serem agentes secretos da Interpol foram duas tramas excluídas da nova versão, avaliadas como muito lúdicas para 2016, embora a temática fosse popular na década de 1980.
Em 13 de agosto é revelado que o título da novela seria Haja Coração.  As gravações começaram em janeiro de 2016. Mariana Ximenes, Jayme Matarazzo, Marisa Orth, Malvino Salvador, João Baldasserini, Sabrina Petraglia e Chandelly Braz gravaram cenas nas feiras de hortifrúti de São Paulo para compor o local de trabalho da família Di Marino. Outros pontos da capital paulista foram utilizadas como pano de fundo da trama, incluindo cenas gravadas no Vale do Anhangabaú, Vila Madalena, Avenida Paulista e Bom Retiro.

### Escolha do elenco
Alexandre Borges foi o primeiro ator reservado para o elenco ainda em 2015. Leandra Leal foi o primeiro nome convidado para viver Tancinha, porém a atriz preferiu integrar a minissérie Justiça. Na sequência, a direção chegou aos nomes de Isis Valverde e Paolla Oliveira, porém as duas já estavam reservadas para A Força do Querer, no ano seguinte. Além disso, Paolla não se adequou ao perfil comédia e foi descartada. Cláudia Raia, que viveu Tancinha na versão original da novela, indicou Mariana Ximenes para a direção, sendo que ela foi convidada e aceitou o papel. A atriz fez laboratório em feiras da Mooca, em São Paulo e comprou roupas nas feiras livres Brás para compor o visual da personagem. Paralelamente, Monica Iozzi revelou para a imprensa que havia recusado o papel da protagonista, porém a direção logo desmentiu, dizendo que a atriz se quer foi convidada, tendo apenas seu nome cogitado, embora descartado pela inexperiência em novelas.
Originalmente, a comediante Dani Calabresa foi convidada para interpretar Fedora, porém ela não foi liberada pela direção do Zorra, que vetou a atriz de deixar o elenco do humorístico para integrar a novela. Logo após Tatá Werneck foi escalada para o papel. Regina Casé foi cotada para interpretar Teodora Abdalla, porém acabou não aceitando após a direção confirmar uma nova temporada de seu programa, Esquenta!. Maria Clara Gueiros chegou a ser escalada para o papel, mas pediu afastamento para entrar para o humorístico Zorra, uma vez que não queria mais se dedicar a novelas. Grace Gianoukas acabou sendo convidada para a personagem. Já o papel de Francesca seria de Christiane Torloni, mas com seu remanejamento para Velho Chico, Marisa Orth assumiu o posto. O nome da personagem de Fernanda Vasconcellos seria Brigite, mas foi alterado para Bruna por uma questão de mais fácil compreensão. Chay Suede foi convidado para interpretar Giovanni – releitura de Guel de Sassaricando –, mas recusou para protagonizar o filme Minha Fama de Mau, sendo que o papel ficou para Jayme Matarazzo.
Caio Castro foi o primeiro nome pensado para interpretar Beto, porém não chegou a ser convidado, uma vez que a direção considerou que ele não se adequava ao perfil do personagem. Maurício Destri recusou o papel para tirar férias após I Love Paraisópolis e João Baldasserini acabou escolhido. Leopoldo Pacheco, que já tinha sido anunciado como o publicitário Rodrigo Furtado, pediu para deixar a produção para dedicar-se a minissérie Ligações Perigosas. Paulo Tiefenthaler entrou em seu lugar. Marcelo Mello Jr. interpretaria Henrique, mas acabou deslocado para Sol Nascente e Nando Rodrigues ficou com o personagem. A personagem Shirlei, vivida por Sabrina Petraglia, foi extraída de Torre de Babel, também escrita por Silvio de Abreu, e interpretada originalmente por Karina Barum.

## Exibição
A data de estreia estava prevista inicialmente para 16 de maio de 2016, mas com o estiramento de Totalmente Demais, que alcançava bons índices de audiência, a estreia foi adiada para o dia 31 de maio. Em uma ação inédita, o último capítulo de Totalmente Demais teve um "crossover" com Haja Coração: a personagem Fedora, interpretada por Tatá Werneck, entrou na redação da revista Totalmente Demais e pediu para ser capa da publicação, fazendo uma ligação entre as duas tramas. Em 31 de maio Haja Coração estreia, sendo a primeira telenovela da TV Globo em quase quatro décadas a ir ao ar pela primeira vez em uma terça-feira. Antes, isso ocorrera apenas em 1977, quando quase todas as novelas da emissora estrearam em terças-feiras: Dona Xepa, Locomotivas, Espelho Mágico, Sem Lenço, sem Documento e O Astro. As exceções naquele ano foram Nina e À Sombra dos Laranjais, que estrearam em segundas-feiras. Para promover Haja Coração, a emissora montou stands e barracas em diversas feiras de hortifrúti em várias cidades do país, distribuindo brindes e tendo representantes falando sobre a estreia para o público.
Haja Coração também estreou já com a ideia de um spin-off para a internet: uma série animada inspirada no cãozinho Tito, mascote de Tancinha, lançado diretamente no Globoplay, incluindo além das histórias, também músicas, videoclipes e uma linha de produtos licenciados. Por causa da final do futebol masculino pelos Jogos Olímpicos de 2016, que ocupou parte do horário, não houve exibição da novela em 20 de agosto.
Além da série animada, a telenovela teve outro spin-off exclusivo para internet. Assinado por Daniel Ortiz e Nilton Braga, a produção teve oito episódios e mostrou como foi a vida de Teodora Abdala (Grace Gianoukas) enquanto esteve desaparecida em uma ilha deserta. As gravações ocorreram na Praia do Grumari e no Estúdios Globo. Foi exibida pelo Gshow e pelo Globoplay entre 10 e 17 de outubro.

### Reprise
Foi reprisada de 12 de outubro de 2020 a 19 de março de 2021, em 137 capítulos, substituindo a reprise de Totalmente Demais, sua antecessora original, na faixa das 19h, uma vez que Salve-se Quem Puder seguia com as gravações interrompidas por conta da Pandemia de COVID-19, com o retorno adiado para 2021.
Essa reprise trouxe cenas inéditas, sendo adicionados trechos do spin-off da novela, exibido originalmente na internet, que acompanha Teodora Abdala numa ilha paradisíaca após sofrer um acidente aéreo. Foi previsto também um final diferente da exibição original da trama, com a continuação das cenas inéditas gravadas por Mariana Ximenes, intérprete da protagonista Tancinha e João Baldasserini, intérprete de Beto. Apesar do final alternativo já ter sido gravado em 2020, a TV Globo voltou atrás e decidiu manter o final original.

### Exibição internacional
Haja Coração estreou em Portugal no dia 5 de setembro de 2016, através da SIC, substituindo I Love Paraisópolis. A exibição no país recebeu o nome de Sassaricando: Haja Coração. A trama foi finalizada em 12 de abril de 2017, sendo substituída por Novo Mundo.
Haja Coração estreou no Uruguai, através da Teledoce, com o título Aguanta Corazón, em 1 de janeiro de 2018, substituindo o programa argentino Este es el Show, no horario das 18h, e sendo substituída pela telenovela mexicana Paquita la del Barrio.

## Repercussão

### Recepção da crítica
Patrícia Kogut destacou que "Haja Coração" investe na comédia ligeira para fisgar o telespectador, em especial a dupla Fedora (Tatá Werneck) e Teodora (Grace Gianoukas) que "prometem bons momentos". Júlio Henrique do portal Detona Tv destaca que Ellen Roche surpreende na pele da ex-BBB Leonora, ainda fala que o texto foi muito bem atualizado,
Mauricio Stycer do portal UOL destacou o contraste ente Haja Coração e a novela anterior Totalmente Demais:

O contraste entre “Haja Coração” e “Totalmente Demais”, a novela que a antecedeu, é gritante. É como se uma novela fosse avó da outra. Tudo ressente a naftalina na trama de Ortiz – do casarão cafona dos Abdala ao jeito de Tancinha (Mariana Ximenes) falar errado.
Nilson Xavier também do UOL destacou o colorido da novela, mas com ressalvas ao texto didático.
Fábio Garcia do portal Coisas de TV afirmou que a trama de Daniel Ortiz tentou, mas não se livrou do texto com cara de "mofo".

### Audiência
Exibição original
O primeiro capítulo de Haja Coração registrou média consolidada de 27,3 pontos em São Paulo, índice superior à sua antecessora em 7%. O desempenho foi repetido no capítulo seguinte. Em seu quarto capítulo, o folhetim conseguiu um índice maior que os anteriores: 28,3 pontos em São Paulo.  A telenovela teve a melhor semana de estreia de uma novela das 19h desde Cheias de Charme, com média semanal de 27 pontos em São Paulo (com 41% de participação) e 30 no Rio de Janeiro (com 47% de participação). Houve recordes nos dias 11 de agosto de 2016, quando a novela marcou 31,6 pontos em São Paulo e 33 no Rio, e no dia 23 de agosto, quando atingiu 32,1 pontos. O último capítulo teve média de 31,1 pontos. A trama teve média de 27,4 pontos e manteve a audiência do horário.
Reprise
Seu primeiro capítulo cravou 25 pontos, dois a menos que sua estreia em 2016. Isso se deve ao fato de sua reestreia acontecer em um feriado. O segundo capítulo consolidou 27 pontos, representando um aumento de dois pontos em relação à estreia. O terceiro capítulo registrou 24 pontos. O quinto capítulo cravou 28 pontos. Em 23 de dezembro de 2020, bate recorde negativo com 19 pontos. Em 8 de fevereiro de 2021, cravou 29 pontos, e em 24 de fevereiro, cravou 30 pontos. O penúltimo capítulo, exibido em 18 de março, registrou 32,9 pontos. O último capítulo cravou 30 pontos. Teve média geral de 25,2 pontos, mantendo os bons índices do horário.

### Prêmios e indicações
| Ano  | Prêmio                    | Categoria                | Indicação         | Resultado |
| ---- | ------------------------- | ------------------------ | ----------------- | --------- |
| 2016 | Prêmio Extra de Televisão | Melhor novela            | Haja Coração      | Indicada  |
| 2016 | Prêmio Extra de Televisão | Melhor atriz             | Tatá Werneck      | Indicada  |
| 2016 | Prêmio Extra de Televisão | Melhor atriz coadjuvante | Sabrina Petraglia | Indicada  |
| 2016 | Prêmio Extra de Televisão | Melhor ator              | João Baldasserini | Indicado  |
| 2016 | Prêmio Extra de Televisão | Melhor ator coadjuvante  | Gabriel Godoy     | Indicado  |
| 2016 | Prêmio Extra de Televisão | Tema de novela           | "O Farol"         | Venceu    |
| 2016 | Melhores do Ano           | Ator revelação           | João Baldasserini | Indicado  |
| 2016 | Prêmio Quem de Televisão  | Melhor atriz             | Tatá Werneck      | Indicado  |
| 2016 | Prêmio Quem de Televisão  | Melhor atriz             | Mariana Ximenes   | Indicado  |
| 2016 | Prêmio Quem de Televisão  | Melhor atriz coadjuvante | Grace Gianoukas   | Indicado  |
| 2016 | Prêmio Quem de Televisão  | Melhor atriz coadjuvante | Cristina Pereira  | Indicado  |
| 2016 | Prêmio Quem de Televisão  | Melhor ator coadjuvante  | Marcelo Médici    | Indicado  |
| 2016 | Prêmio Quem de Televisão  | Melhor ator coadjuvante  | Gabriel Godoy     | Indicado  |
| 2016 | Prêmio Quem de Televisão  | Revelação                | João Baldasserini | Indicado  |
| 2016 | Prêmio Quem de Televisão  | Melhor autor             | Daniel Ortiz      | Venceu    |
| 2017 | Troféu Internet           | Melhor atriz de novela   | Mariana Ximenes   | Indicado  |
| 2017 | Troféu Internet           | Melhor atriz de novela   | Sabrina Petraglia | Indicado  |
| 2017 | Troféu Internet           | Melhor ator de novela    | Malvino Salvador  | Indicado  |

## Música

### Volume 1
A primeira trilha sonora da telenovela foi lançada em 27 de maio de 2016, quatro dias antes de sua estreia. Malvino Salvador e Mariana Ximenes aparecem na capa, respectivamente, como "Apolo" e "Tancinha".
| N.º | Título                                  | Música                  | Personagem                 | Duração |  |
| 1.  | "O Farol"                               | Ivete Sangalo           | Abertura                   | 03:26   |  |
| 2.  | "Bang"                                  | Anitta                  | Fedora                     | 03:12   |  |
| 3.  | "Química"                               | Biel                    | Rebeca, Leonora e Penélope | 02:46   |  |
| 4.  | "Veneno"                                | Fernando & Sorocaba     | Beto                       | 02:46   |  |
| 5.  | "Fata Morgana"                          | Dissidenten & Lemchaheb | Fedora e Leozinho          | 06:46   |  |
| 6.  | "Tiro ao Álvaro"                        | Péricles                | Tancinha e Apolo           | 02:49   |  |
| 7.  | "10 Minutos Longe de Você"              | Victor & Leo            | Tancinha e Apolo           | 03:49   |  |
| 8.  | "Na Hora da Raiva"                      | Henrique & Juliano      | Tancinha e Apolo           | 02:54   |  |
| 9.  | "7 Years"                               | Lukas Graham            | Carol e Murilo             | 03:59   |  |
| 10. | "Dois Grudados" (part. Arnaldo Antunes) | Carlinhos Brown         | Shirlei                    | 04:30   |  |
| 11. | "Tudo Menos Esse Adeus"                 | Joanna                  | Aparício                   | 04:01   |  |
| 12. | "Lato Destro del Cuore"                 | Laura Pausini           | Francesca                  | 03:52   |  |
| 13. | "Reaper"                                | Sia                     | Tema de Locação            | 03:39   |  |
| 14. | "Outra Vez"                             | Scarcéus                | Giovanni e Camila          | 03:36   |  |

### Volume 2
A segunda trilha sonora da telenovela foi lançada em 16 de setembro de 2016. Fernanda Vasconcellos, Jayme Matarazzo e Agatha Moreira aparecem na capa, respectivamente, como "Bruna", "Giovanni" e "Camila".
| N.º | Título                                                                   | Música             | Personagem          | Duração |  |
| 1.  | "Nesse Vai e Vem"                                                        | Turma do Pagode    | Apolo               | 3:43    |  |
| 2.  | "A Gente é Tudo Isso"                                                    | Thiaguinho         | Locação: "Feira"    | 3:41    |  |
| 3.  | "Fuego" (com participação de French Montana)                             | Gabrielle Musicaro | Carmela             | 3:33    |  |
| 4.  | "Hymn for the Weekend" (com participação de Beyoncé)                     | Coldplay           | Tema de Locação     | 3:47    |  |
| 5.  | "Sem Pressa"                                                             | Luiza Possi        | Gigi e Lucrécia     | 2:58    |  |
| 6.  | "Shiver Down My Spine"                                                   | Claudia Leitte     | Fedora e Leozinho   | 3:19    |  |
| 7.  | "Não é um Bolero"                                                        | Djavan             | Penélope e Henrique | 4:21    |  |
| 8.  | "Desejos e Delírios"                                                     | Fábio Jr.          | Francesca e Rodrigo | 4:17    |  |
| 9.  | "The Light That Never Fails"                                             | Andra Day          | Bruna               | 4:09    |  |
| 10. | "Easy"                                                                   | Faith No More      | Rebeca e Aparício   | 3:07    |  |
| 11. | "Onde Está o Amor (Déjame dónde está el amor)" (com participação de Tiê) | Pablo Alborán      | Camila e Giovanni   | 3:44    |  |
| 12. | "Garotas Não Merecem Chorar"                                             | Luan Santana       | Shirlei e Felipe    | 3:31    |  |
| 13. | "Amei Te Ver"                                                            | Tiago Iorc         | Tancinha e Beto     | 4:19    |  |
| 14. | "(They Long to Be) Close to You" (com participação de Dionne Warwick)    | Isabela Taviani    |                     | 3:31    |  |
| 15. | "Si queres saber (Se Queres Saber)" (com participação de Cauby Peixoto)  | Angela Maria       |                     | 2:32    |  |